# Saltuque II
Izaldim Saltuque II (em turco: Izz al-Dîn Saltuk ou İzzeddin Saltuk; em árabe: علي بن سلتوق) foi um bei da dinastia saltúquida, um beilhique, na região da Anatólia, no século XII. Sua capital era Erzurum e Saltuque II foi o quarto governante deste beilhique.

## História
Depois que o seljúcida Alparslano derrotou o exército bizantino na batalha de Manzicerta em 1071, formou-se uma série de beilhiques (principados) oguzes na Anatólia - antes que a Anatólia fosse unida pelo Sultanato de Rum. Os saltúquidas era um deste povos, governados por um beilhique.

## Política
Saltuque se tornou o bei após a morte de seu tio Muzafar Gazi em 1132. Ele firmou relações familiares com os outros beilhiques turcomanos ao redor de Erzurum. No entanto, quando Fracaldim Xadade, um xadádida, emir de Ani, em 1164, pediu a mão da filha de Saltuque, este o recusou. Isso causou um profundo ódio em Şeddat, em suas relações com Saltuque. O emir desejava, com este casamento, fazer uma aliança contra os danismendidas de Iaguibaçã. Outras fontes dizem que a recusa deveu-se ao fato desta filha ter sido capturada por Iaguibaçã (1142-1164), um Bei dos danismendidas e obrigada a casar-se com seu filho Dulnum 
Em 1154, entretanto, o desmoralizado emir, firmou uma aliança secreta com o rei da Geórgia Demétrio I (1125-1154) e (1155-1156), filho e sucessor de Davi IV (1189-1125). Ocorre que Saltuque estava em guerra contra os Georgianos por causa de revoltas em Ani, que sem dúvida haviam sido encorajados e ameaçavam expulsara sua antiga família muçulmana reinante. Nas tramas efetuadas com o emir, enquanto um exército georgiano esperava em emboscada, este convidou Saltuque para Ani com o pretexto de vender o forte para os saltúquidas.
Saltuque foi feito prisioneiro pelos georgianos. Depois que o resgate foi pago pelos filhos de Saltuque e, tendo como condição de que Saltuque jurou não lutaria contra os georgianos, ele voltou para casa. O resgate de Saltuque foi providenciado, em verdade, pela intervenção de sua filha Xabanu.

## Campanha de Ani
Próximo ao fim do reinado de Saltuque, em 1161, o rei da Geórgia, Jorge III da Geórgia Jorge (1156-1184), filho de Demétrio I e sucessor do irmão David V (1154-1155), recapturou Ani. Os chefes turcomanos formaram uma coalizão para recapturar Ani. Saltuque fazia parte dessa coalizão. Mas durante o cerco, o exército georgiano chegou para defender o forte e Saltuque lembrando seu juramento, deixou o campo de batalha. A campanha foi um fracasso. No entanto, dois anos depois, os georgianos foram derrotados por uma coalizão de líderes muçulmanos e Saltuque conseguiu expandir seu território.

## Morte
Saltuque morreu em 1168. Ele foi sucedido por seu filho Maomé. O próximo bei (catum) depois de Maomé foi a irmã Mama Catum (uma governante feminina, um exemplo raro em uma terra islâmica) que era filha de Saltuque. Sua outra filha, Xabanu, casou-se com Soquemene II , governante de Aquelate.